# Alexander Schnitter
Alexander Schnitter (* 1544 in Görlitz; † 31. Mai 1602 ebenda) wurde 1569 erstmals in den Rat der Stadt Görlitz gewählt, 1578 zum Schöppen und 1594, wie auch 1598, zum Bürgermeister.

## Biographie
Alexander Schnitter war der einzige Sohn aus der Ehe der Hedwig Emerich († 27. Dezember 1573) und Hieronymus Schnitter (* ca. 1510; † ca. 1564), des Bruders der Görlitzer Bürgermeister Franz Schneider und Onophrius Schnitter (geb. Schneider). Er hatte neun ältere Geschwister, die auch aus der ersten Ehe seines Vaters mit Agnes (geb. Schwofheim) stammten, und eine jüngere Schwester Sophie.
Im Jahr 1563 war er Prokurator im Görlitzer Franziskanerkloster.
Seine Mutter verkaufte ihm am 21. Januar 1568 den Brauhof Petersgasse 10, den sie durch das halbe Erbe Hieronymus’ bei der Erbteilung am 30. Mai 1564 erworben hatte. Sie wohnte zuvor darin und wohl auch in ihren letzten Lebensjahren. Hieronymus’ Kinder aus erster Ehe hatten Posottendorf geerbt und verkauften es nach einem Jahr an Franz Beyer.
Am 16. Februar 1568 heiratete Alexander Katharina („Käthe“) Schmied von Schmiedebach (* um 1550) Tochter der Martha (geb. Rosenhain) und Hans Schmied (von Schmiedebach).
Alexander besaß bis 1573 einen Anteil von Pfaffendorf an der Landeskrone und mindestens seit 1583 Anteile von Deutsch-Ossig. Wahrscheinlich in dieses Dorf floh Alexanders Ehefrau Katharina nach Scultetus Diarien 1585/86 vor der Pest „und brachte nach ihrer Rückkehr in die Petersgasse Fremde mit, ‚damit die ihrigen nicht über eine böse Spur treten müssen‘, fuhr dann auch baldigst wieder aufs Dorf hinaus.“
Kinder entstammten Alexanders Ehe erst sehr spät und wohl auch nur zwei, von denen die jüngere sehr früh verstarb: Anna (* 31. Juli 1582; ⚭¹ Christoph Arnold; ⚭² Nathanael Scholz; ᛉ Anna Maria Scholz, die aber „1526 im zarten Alter starb“. † 30. Dezember 1620 oder 9. Januar 1621) und „Herrn Alexander Schnitter Jungferlein“ (ohne überlieferten Taufnamen; ⚰︎ 7. Oktober 1588).
Alexander starb am 31. Mai 1602 im Alter von wahrscheinlich fast sechzig Jahren und wurde am 2. Juni auf dem Nikolaikirchhof in Görlitz begraben. Seine Witwe Katharina lebte auf dem Brauhof in der Petersgasse noch knapp 30 weitere Jahre, starb am 4. Mai 1631 und wurde am 7. Mai begraben.

## Erinnerung
Auf eine im Frühjahr 1598 gegossene Glocke in der Peterskirche kam sein Wappen und das des Vetters seiner Frau Joachim Schmidt.
Im Inneren der Kirche sind auch Wandepitaphien von Alexander und Katharina überliefert.